# Upstairs (film)
Upstairs er en amerikansk stumfilm fra 1919 af Victor Schertzinger.

## Medvirkende
- Mabel Normand som Elsie MacFarland
- Cullen Landis som Lemuel Stallings
- Hallam Cooley som Harrison Perry
- Edwin Stevens som Detektiv Murphy
- Robert Bolder som Henri